# Пашківці (Хмельницький район)
Пашкі́вці — село в Україні, у Лісовогринівецькій сільській територіальній громаді Хмельницького району Хмельницької області. Населення становить 468 осіб.

## Історія
На півночі Хмельницького району Хмельницької області за 10 км від Хмельницького розташоване село Пашківці.
Час заснування не встановлений. Назва села походить від пана Пашкова, який проживав в маєтку біля населеного пункту, любив природу і добре ставився до людей.
З деяких архівних джерел встановлено, що у XVIII ст  село належало князю Адаму Чорторийському. Жителів було 575 чол. З них 3 євреї, всі інші - православні.
У 1910- 1920 роках в селі нараховувалось 340 дворів.
1922 - створена сільська Рада

### Історія школи
- 1871- відкрито церковно-приходську школу

- 1909-1910- побудовано земську двокомплектну школу

- 1929- початкова школа перетворена у неповносередню

- 1959- реформовано у восьмирічну політехнічну школу

- 1991- загальноосвітня школа І-ІІ ступенів

### Особистості
- Володимир Борійчук - політик, один із засновників Конгресу Українських Націоналістів, З грудня 1989 р. член Народного руху України, заступник голови Хмельницької крайової організації Народного руху України. З 1993 по 1998 р. - голова секретаріату, заступник голови Хмельницької обласної організації Конгресу Українських Націоналістів. З 1998 р. по 2010 р. – голова Секретаріату Головного Проводу Конгресу, заступник Голови Конгресу Українських Націоналістів.
- Олександр Самофалов солдат Збройних сил України, учасник російсько-української війни, відзначився у ході російського вторгнення в Україну. указом Президента № 418 нагороджений орденом «За мужність» III ступеня (посметтно). Нагороджений нагрудним знаком «Учасник АТО». Рішенням Хмельницької міської ради від 23.09.2022 року Олександру присвоєно звання «Почесний громадянин Хмельницької міської територіальної громади» за особисту мужність та героїзм під час захисту державного суверенітету та територіальної цілісності України.

## Населення

### Мова
Розподіл населення за рідною мовою за даними перепису 2001 року:
| Мова            | Кількість | Відсоток |
| --------------- | --------- | -------- |
| українська      | 457       | 97.65%   |
| російська       | 8         | 1.70%    |
| польська        | 1         | 0.21%    |
| румунська       | 1         | 0.21%    |
| інші/не вказали | 1         | 0.21%    |
| Усього          | 468       | 100%     |

## Галерея

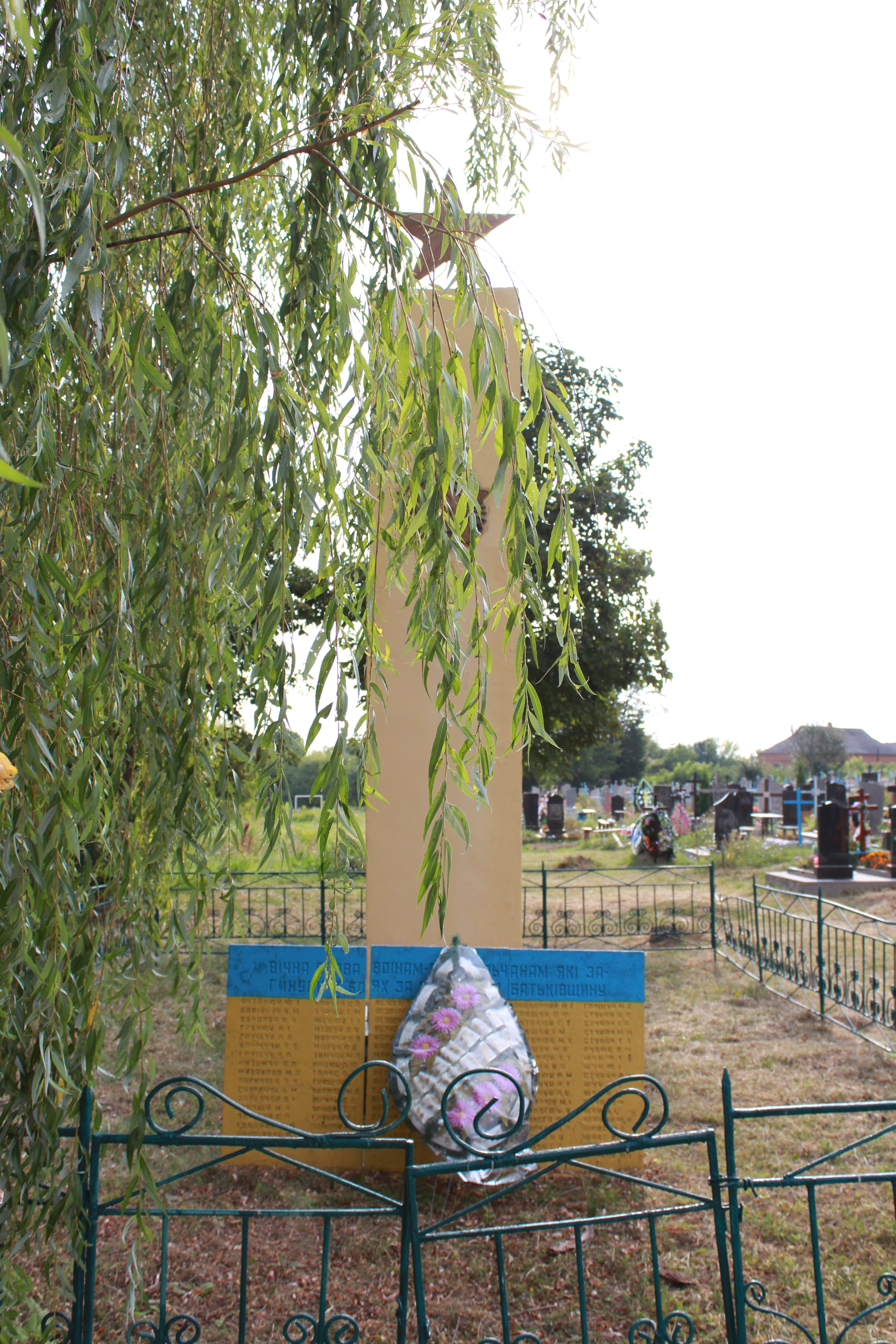
Пам'ятний знак на честь воїнів-односельців
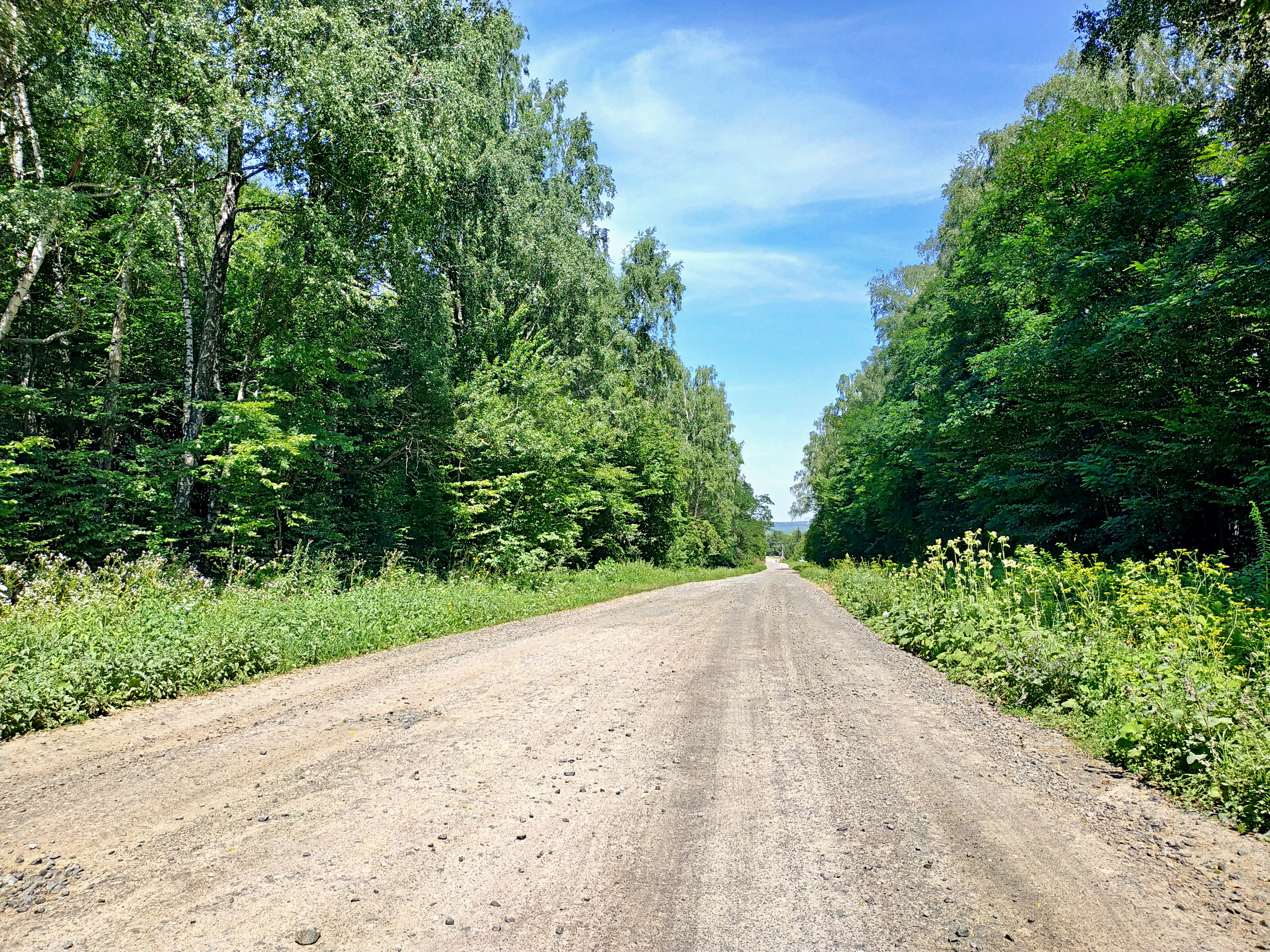
Дорога в село
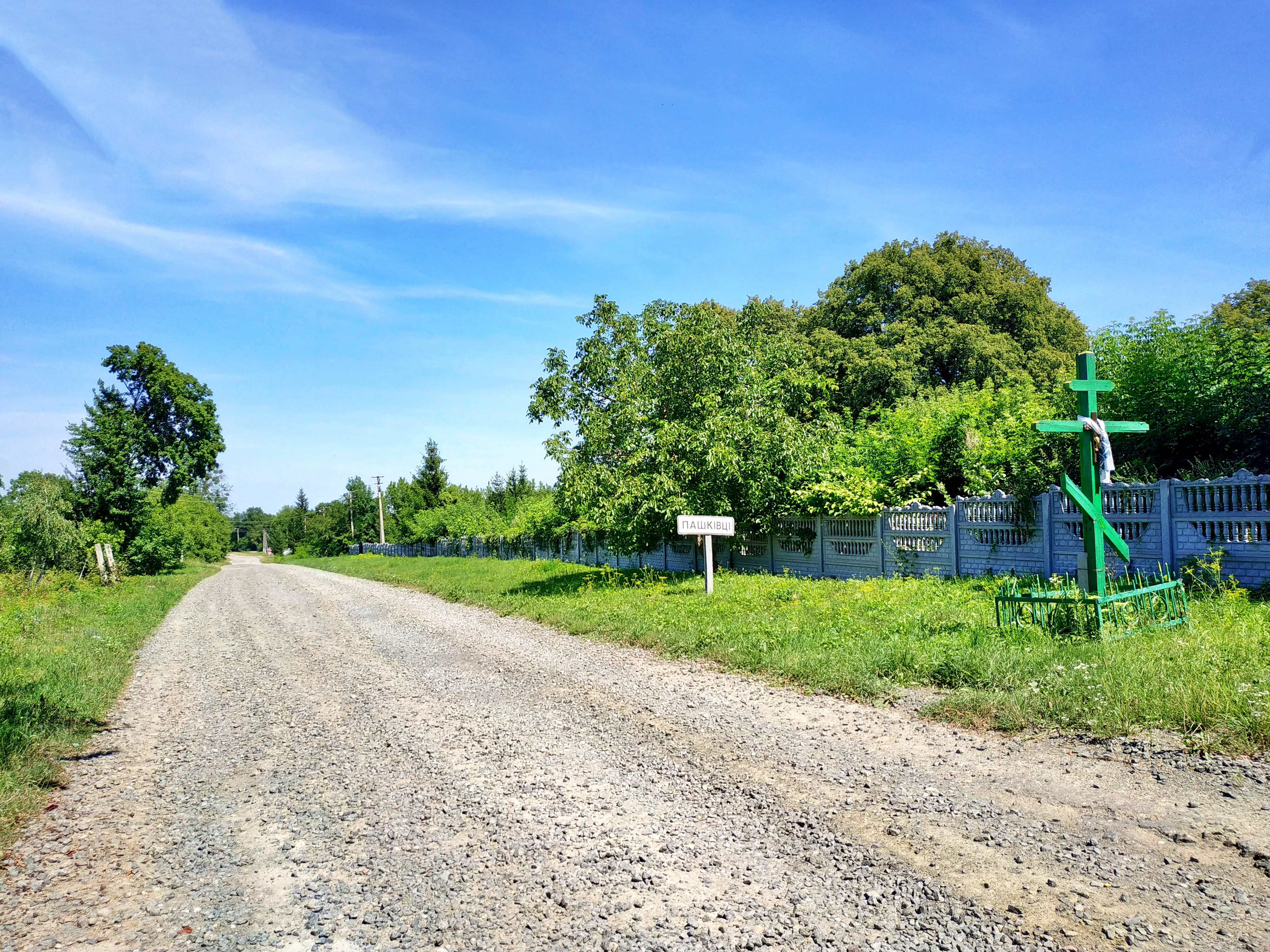
Пашківці
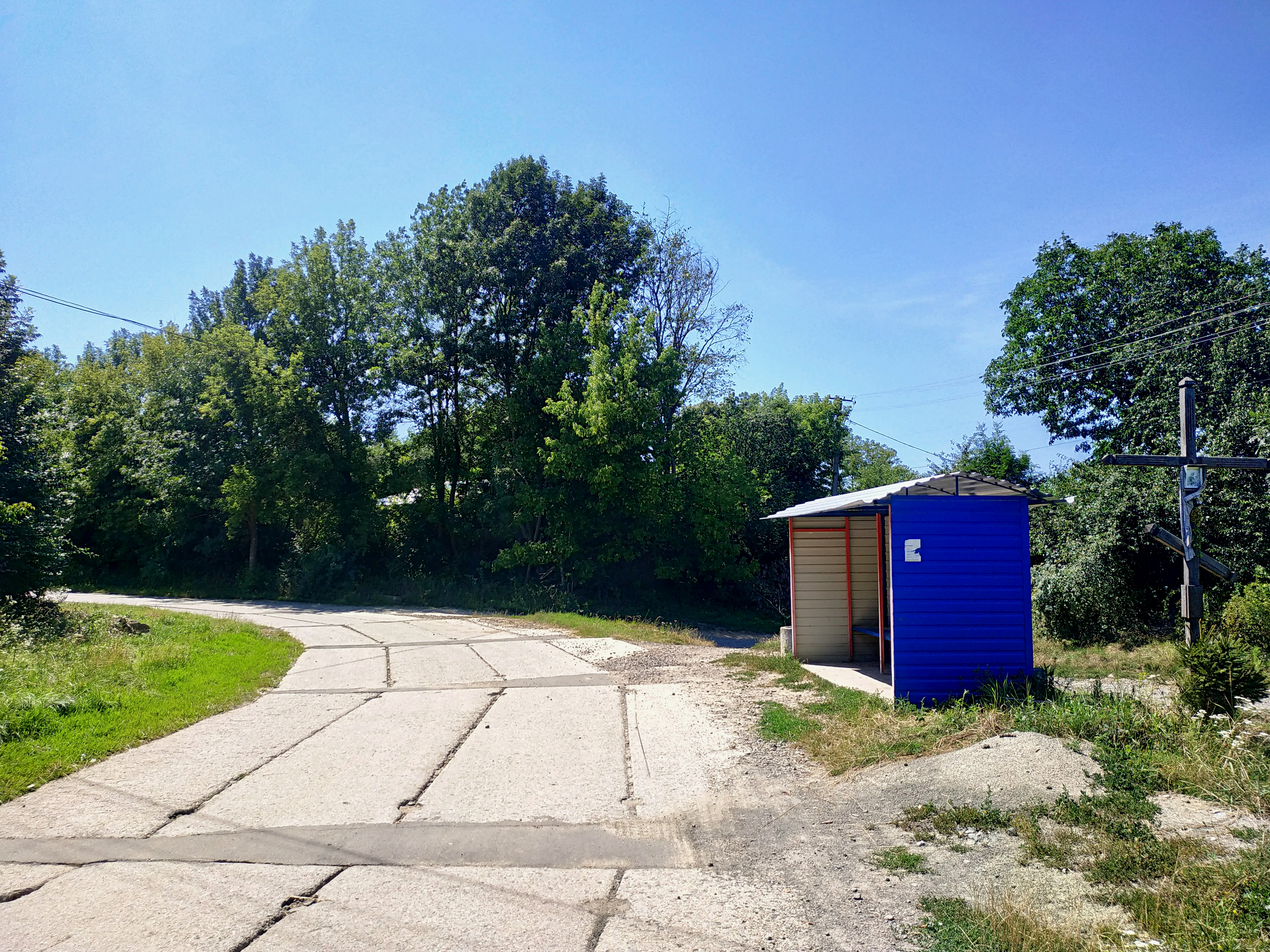
Зупинка в центрі Пашковець
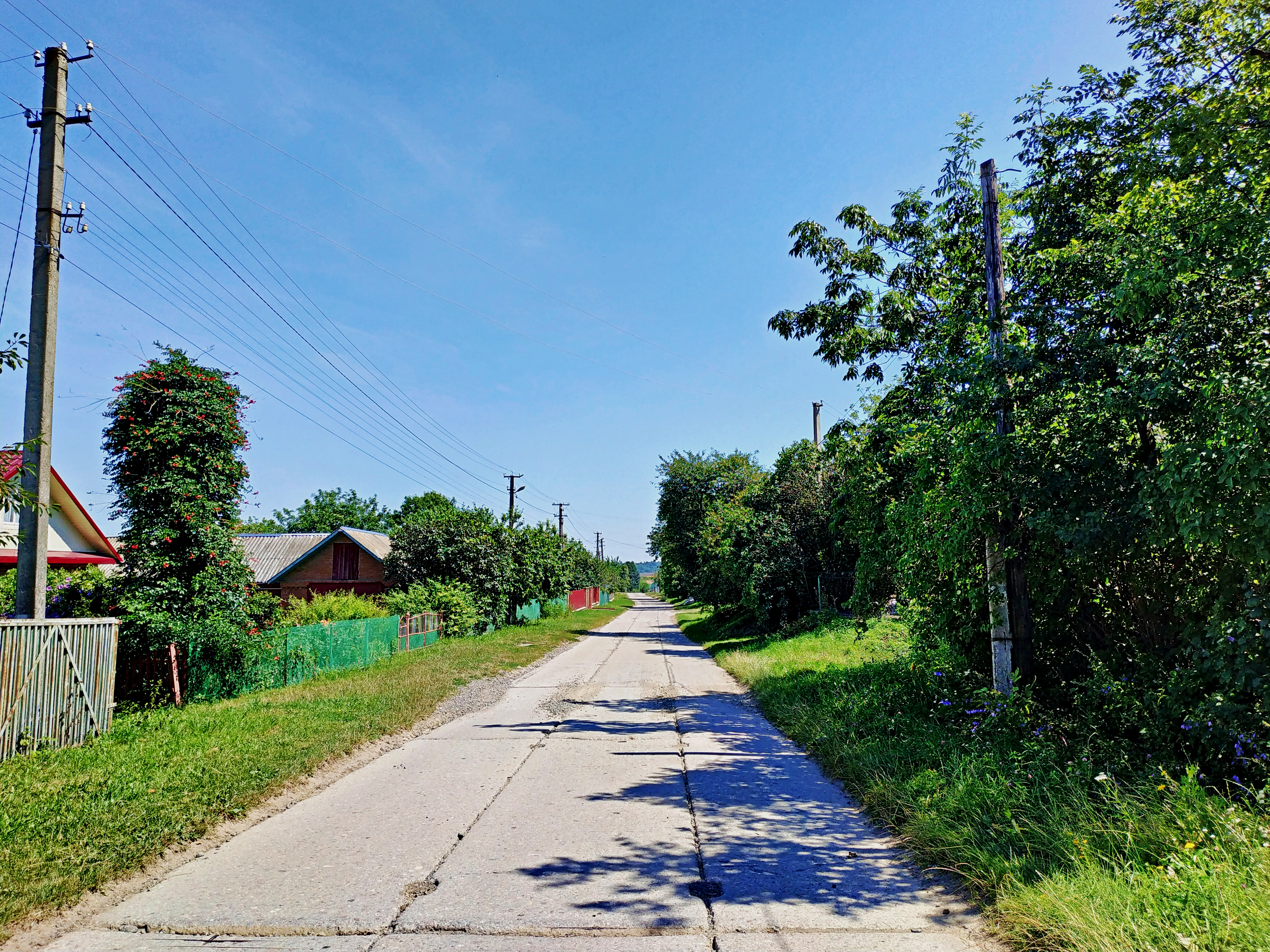
Вулиця Центральна
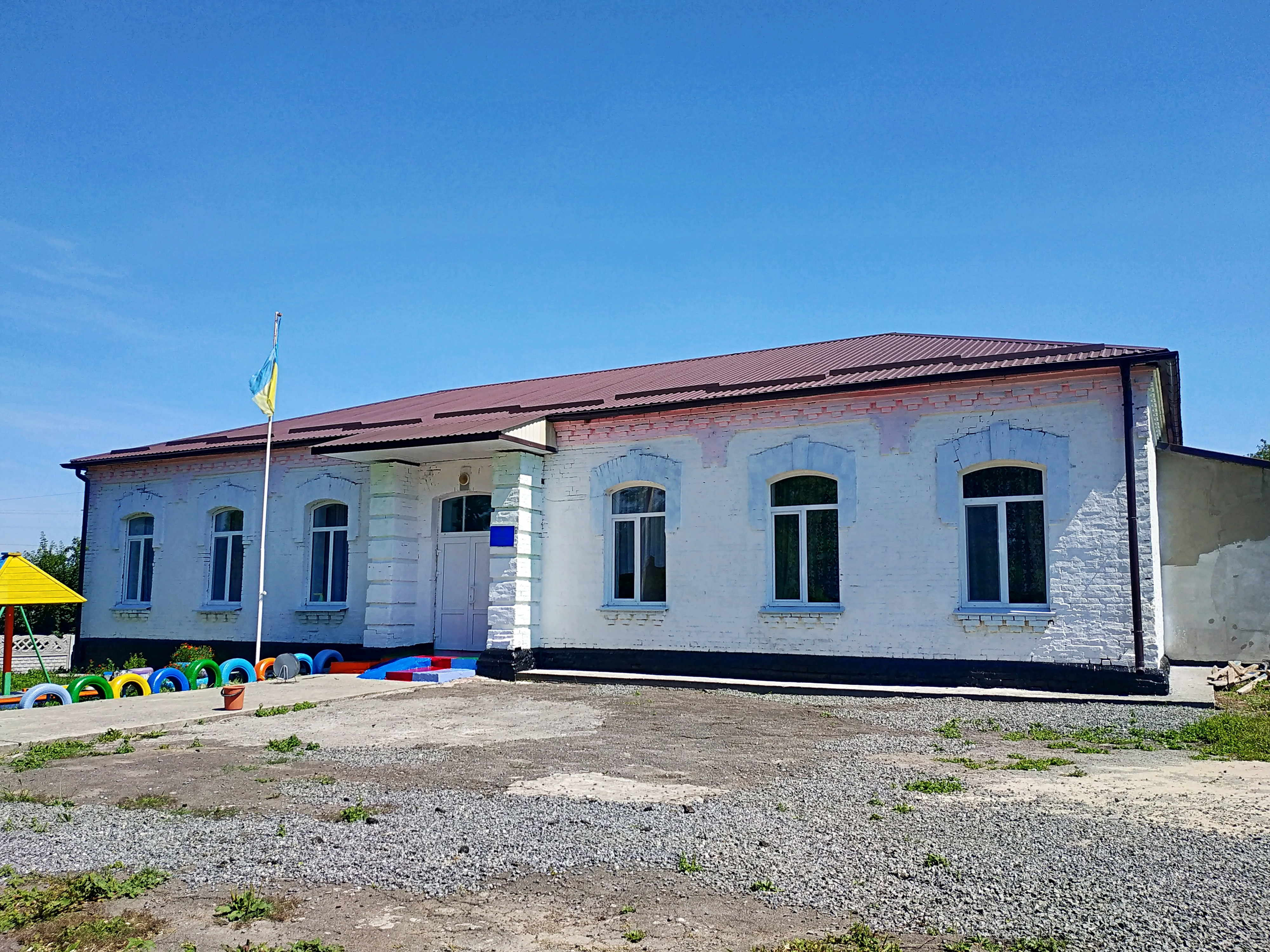
Дитячий садок
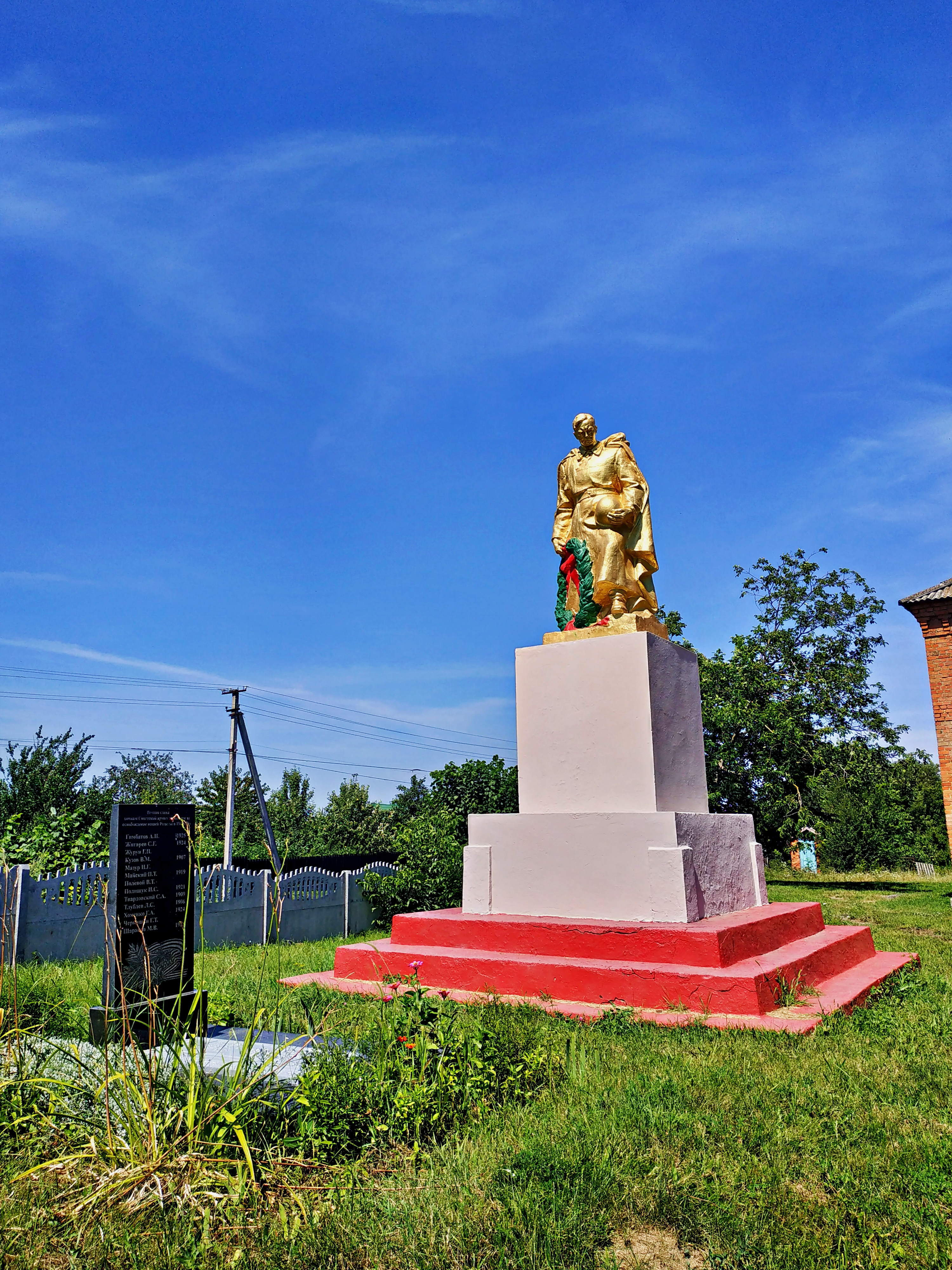
Братська могила радянських воїнів
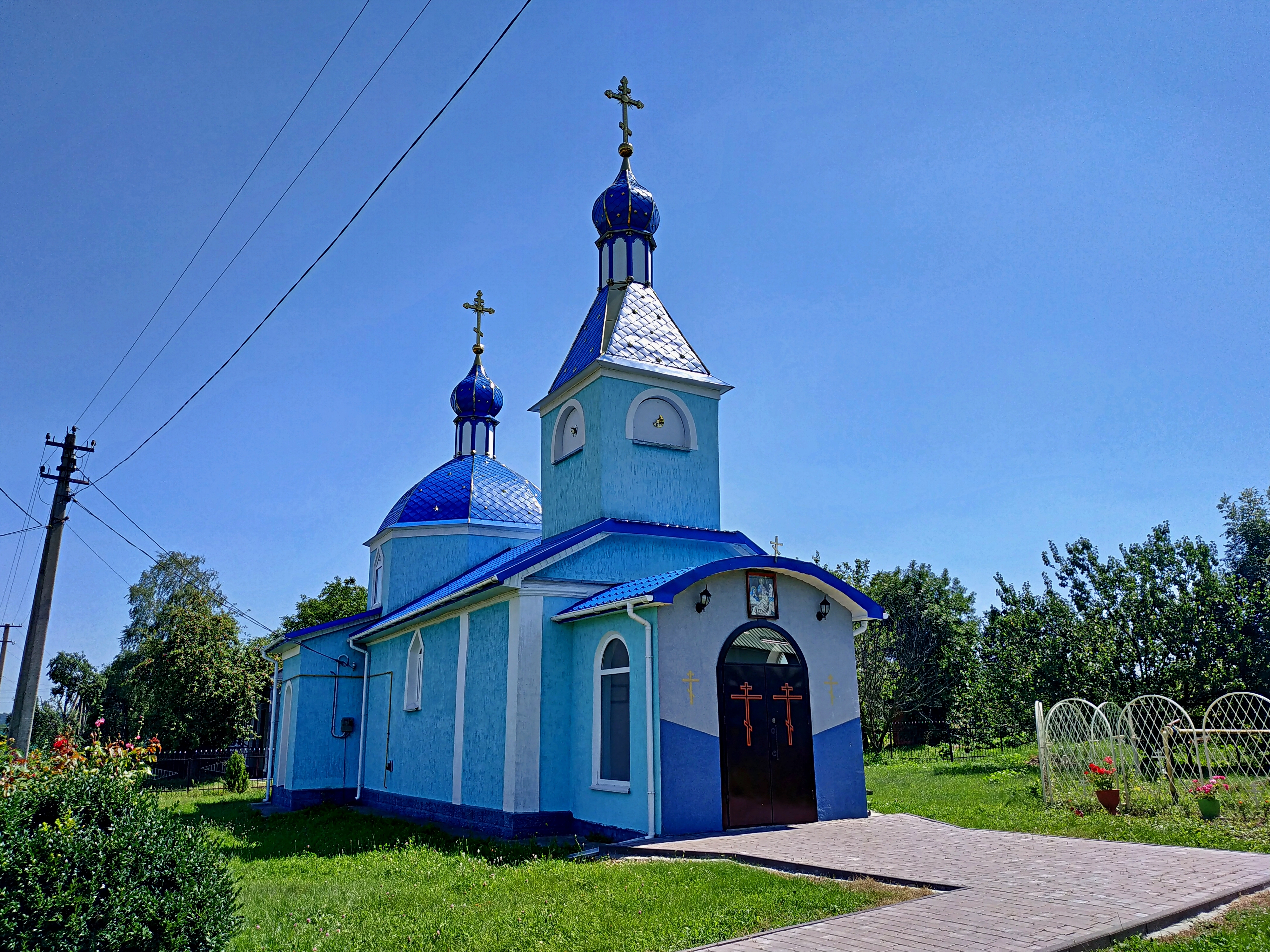
Церква в центрі села
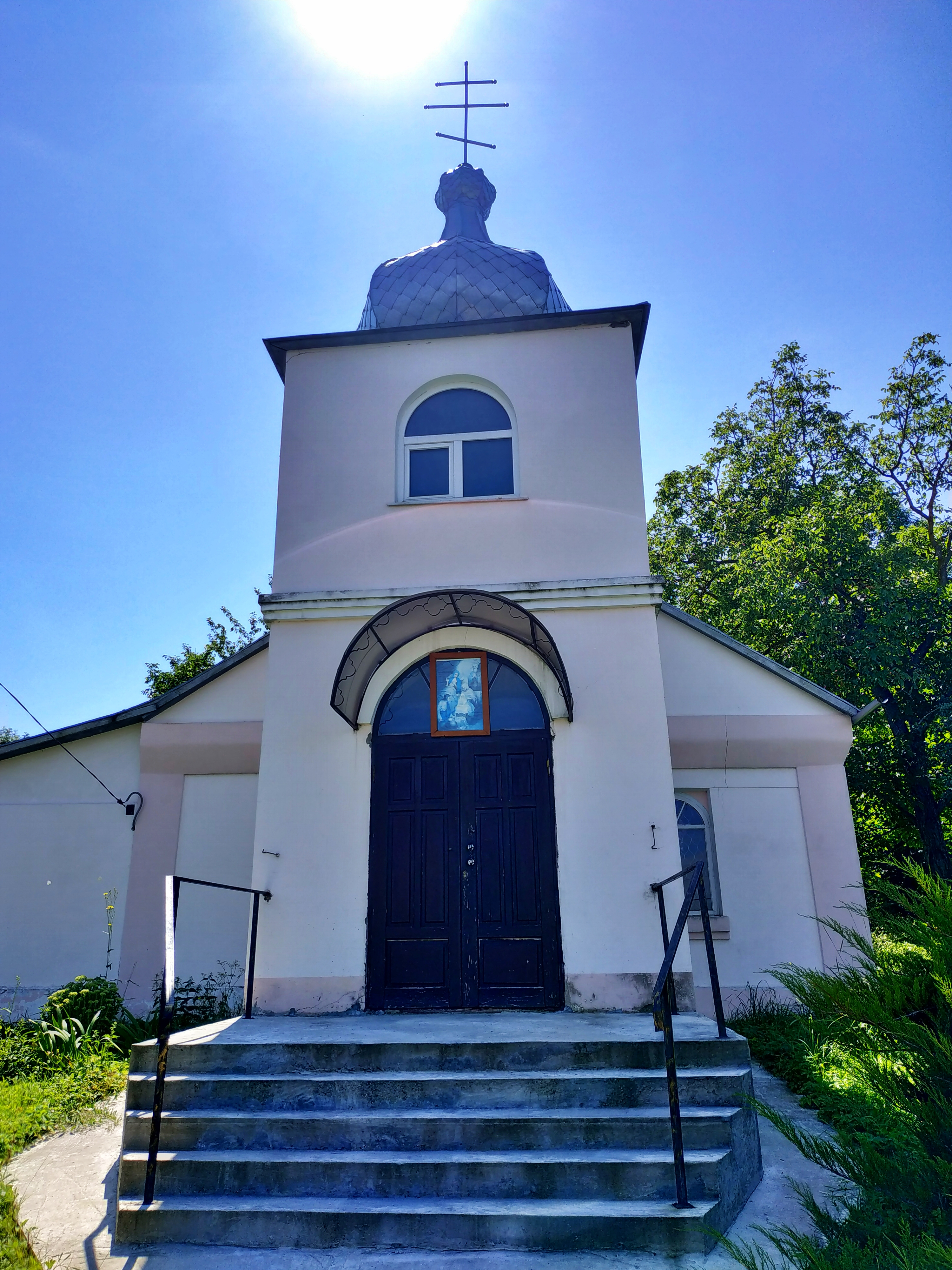
Нова церква
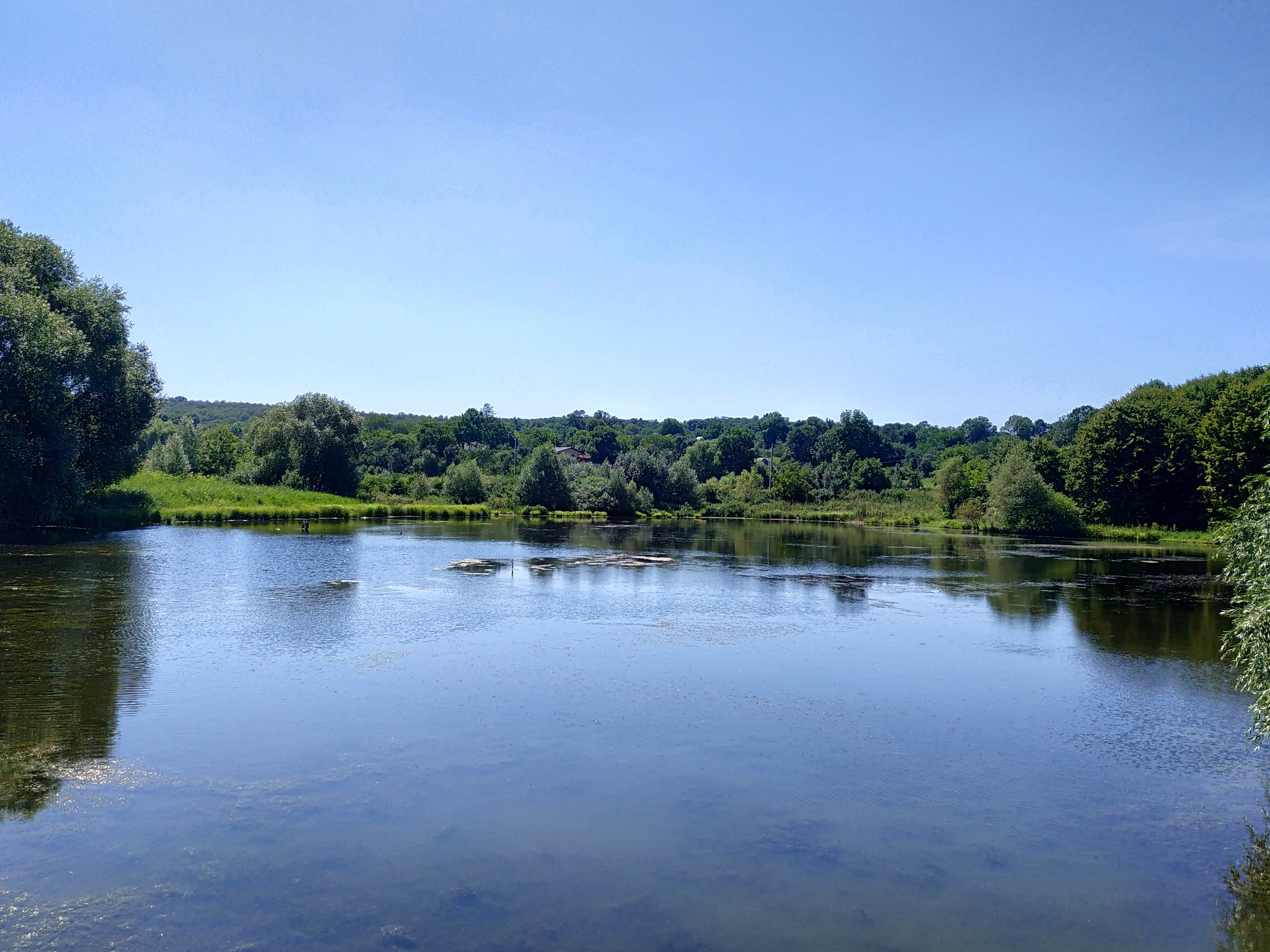
Озеро
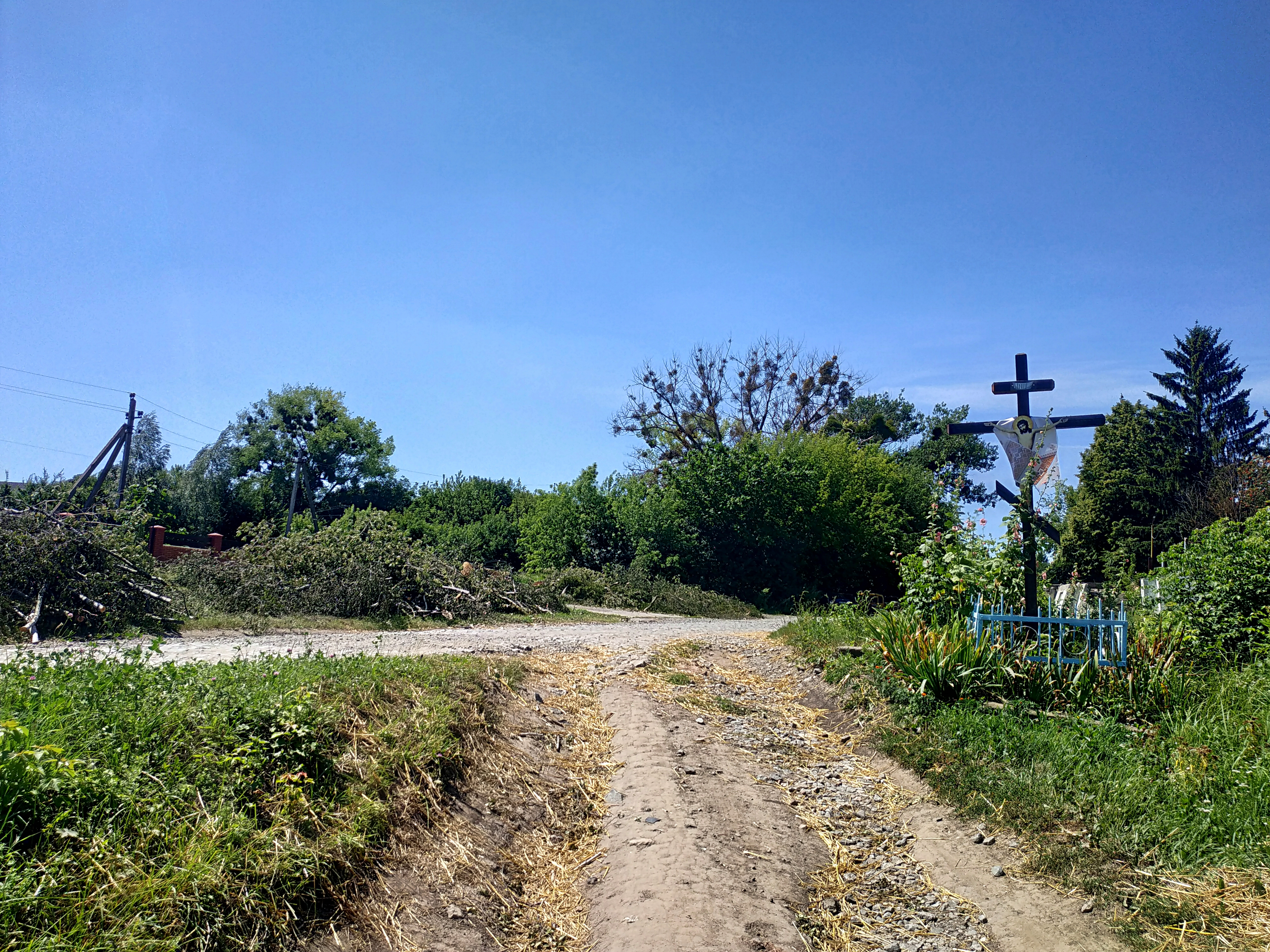
Околиця села
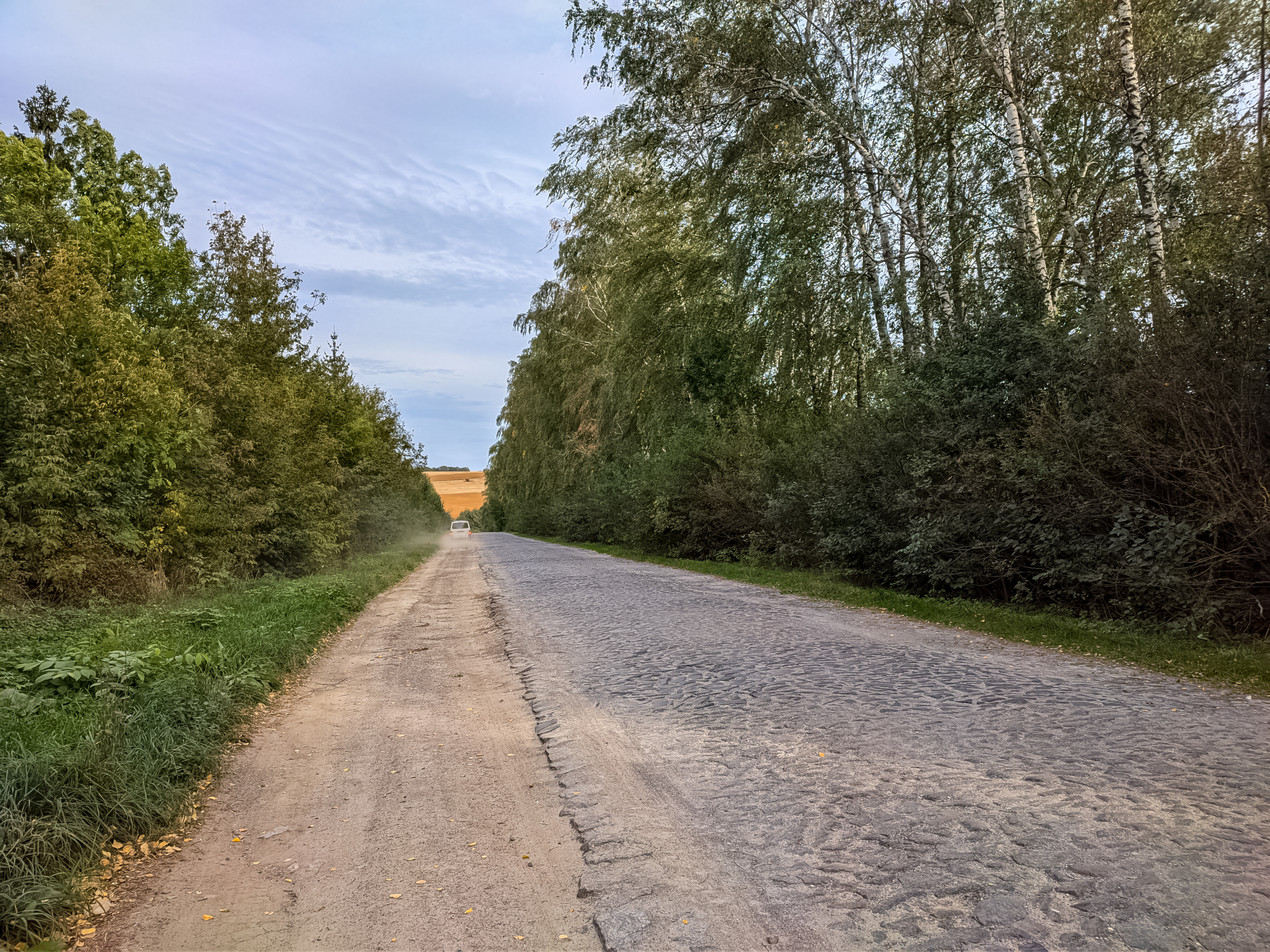
Бруківка на східній околиці села